# Shehr y Tabassum
Shehr e Tabassum ( en urdu: شہر تبسم‎ ), traducido oficialmente como Ciudad de las Sonrisas, es un cortometraje de animación en urdu paquistaní de 2020 dirigido por Arafat Mazhar y producido por Puffball Studios. Presenta una representación animada de Pakistán ambientada en un futuro distópico de 2071, donde el crimen y los desacuerdos violentos se han minimizado mediante el uso de tecnología para obligar a todos a sonreír constantemente y no mostrar emociones negativas bajo amenaza de muerte.
El primer avance de Shehr e Tabassum se lanzó en febrero de 2019 y la versión final se subió a YouTube el 29 de febrero de 2020. Los creadores de la película han notado que otras obras, incluidas películas de ciencia ficción como Blade Runner y Akira, y novelas como 1984 de George Orwell, fueron las principales inspiraciones para el escenario de la película. 

## Desarrollo y producción
El concepto original de la película fue obtenido por el director, Arafat Mazhar, de la psicóloga Ayesha Iftikhar, quien actuó como cofundadora con Mazhar de Shehri Pakistan, una organización cuyo enfoque se ha centrado en mejorar la alfabetización y la educación entre los niños de Pakistán. Mazhar tomó este concepto inicial para la película y pasó varios años formando el escenario y la ciudad que se presentaría en esta versión de Pakistán, nombrando la ciudad y la película Shehr e Tabassum . Esto incluyó la creación del diseño de los robots de seguridad y los trajes civiles, junto con la paleta de colores general para diferentes escenas, que fueron entregadas a la directora creativa, Isma Gul Hassan.  La idea de ser el primero en producir una película animada cyberpunk realizada por un equipo de desarrollo en urdu inspiró a varios animadores y diseñadores a unirse al equipo de diseño.  La película utiliza un estilo de animación 2D al que Mazhar se refiere como "estética Cyber-Khilafat" y expresa sus objetivos de utilizar medios audiovisuales para representar conceptos sociales y legales y sus impactos, con Shehr e Tabassum centrándose en la "libertad de expresión"., privacidad [y] vigilancia en la era digital".  La película se exhibió públicamente por primera vez el 2 de febrero de 2020 en el Lahore Music Meet, pero el director Mazhar explicó a la audiencia que no iba a presentar la película a ningún festival de cine internacional, ya que tienen una cláusula de no lanzamiento que impedir la difusión generalizada de la película de forma gratuita.  Otras proyecciones previas al estreno se realizaron la misma semana en el Reino Unido .  Después de las proyecciones, la película se estrenó en línea a finales de ese mes. 

## Escenario y trama
La película está ambientada en la ciudad de Shehr e Tabassum, Pakistán, en el año 2071, con un estado de vigilancia extrema que observa y monitorea las expresiones faciales de todos los ciudadanos. Se había aprobado una ley anterior en el país para prevenir los conflictos sociales que surgieron de una guerra civil varias décadas antes y la ley exigía que todos los ciudadanos sonrieran en todo momento, lo que se mide con un dispositivo que se lleva en la cabeza.  El dispositivo se conoce como Hassmukh ( tdl. ‘MerryFace’   ) y se ajusta alrededor de la cabeza y la garganta, y la ropa de ala ancha recuerda a alguien estrangulado. El protagonista observa diferentes aspectos de la ciudad, incluidos rickshaws voladores, grandes letreros iluminados por imágenes de neón que presentan referencias paródicas a tiendas reales de Pakistán, y frecuentes anuncios y referencias a una pastilla llamada "Smileton" que ayuda a hacer feliz a la gente constantemente. También se muestra a los trabajadores siendo reprendidos físicamente por los robots con ojos flotantes si dejan de sonreír mientras mueven cajas. Se pueden escuchar numerosas conversaciones de fondo, y muchos de los ciudadanos utilizan la frase ' sab theek ho jayega ' (todo estará bien) al describir las dificultades e injusticias en sus vidas. 

## Recepción de la crítica
En un artículo para The News International, Haiya Bokhari elogió la película, afirmando que "audaz y subversiva, la película critica no sólo nuestro entorno político y social actual, sino que vincula la vigilancia y la censura con un marco de vigilancia que frena las emociones, literalmente". Bokhari también destacó el fuerte apoyo del público hacia la protagonista femenina y la actitud inconformista que presentó.  Anmol Irfan, de la revista Newlines, reconoció la naturaleza original de la película en animación urdu, pero se centró más en lo que significaba para los medios paquistaníes "como forma de arte" y sugirió que una de las razones principales del éxito y la popularidad de la película se debe a cómo está "provocando conversaciones sobre la naturaleza de la sociedad actual" en el país.  Al escribir para Dawn, Yusra Habib afirmó que el cortometraje era "sano" y logró resonar emocionalmente, especialmente con el incidente que involucró a la madre y su hijo que no sonreía, pero también señaló que faltaba en algunos aspectos, como en la presentación. un mundo mucho más avanzado de lo que veríamos hoy, y que "dejaba un poco que desear" en las partes de la ambientación que estaban incompletas.  Turyal Azam Khan en Asia Times comentó que la mayoría de los trabajos de animación anteriores en Pakistán se pensaba que estaban dirigidos únicamente a niños y que Shehr e Tabassum ha sido un componente reciente en el cambio de ese punto de vista. Además, el tema futurista de la historia, pero aún ambientada en Pakistán, la convirtió en un "proyecto único" en la animación moderna. 